# 環狀RNA

circRNA由線狀RNA經反向剪接而生成

環狀RNA（Circular RNA，簡稱circRNA）為生物細胞中的一類RNA，由線狀RNA5'端與3'端經共價結合（反向剪接）而形成。有些環狀RNA可編碼蛋白質，有些則為非編碼RNA，大多數環狀RNA的功能均仍未知，過去認為環狀RNA僅是RNA剪接過程中產生的副產物，在細胞中數量不多且序列保守性低，應不具重要功能，但近年許多研究已漸推翻此觀點。環狀RNA因不具5'端或3'端，不會被外切酶切割，在細胞中應較多數的線狀RNA穩定。
目前人類細胞中已有超過25,000種環狀RNA被發現，多位於細胞質中，也有些源於基因內含子的環狀RNA（環狀內含子RNA，簡稱ciRNA）會留在細胞核中調控自身基因的表現。有些環狀RNA可能可作為「miRNA海綿」（miRNA sponge）與miRNA結合，使後者無法和目標mRNA結合而阻斷RNA干擾。環狀RNA還可能與一些RNA結合蛋白結合、由內部核糖體進入位點（IRES）啟動轉譯而編碼蛋白質、在細胞中運輸與儲存miRNA等。環狀RNA的調控異常可能與多種癌症和神經退化性疾病有關。
重复的 Alu 元件 序列大约占据人类基因组的 10%。 Alu 元件存在于蛋白编码基因的内含子区域，特别是在形成环状 RNA 的第一个和最后一个外显子附近的两侧内含子中，对 circRNA 的形成具有显著影响。值得注意的是，环状 RNA 两侧内含子中的 Alu 元件必须具有互补序列，因为这种互补性能够形成 RNA 配对结构，从而促进 circRNA 的合成。
RNA 编辑是一种重要的RNA修饰，由ADAR1和ADAR2介导，主要发生在蛋白编码基因的 Alu 元件中。研究表明，ADAR1 和 ADAR2 能以双向方式调控癌细胞中 circRNA 的发生：它们既可抑制某些 circRNA 的形成，也可促进另一类 circRNA 的生成，作用机制包括依赖 RNA 编辑和不依赖编辑的两种方式。 研究进一步指出，关键腺苷位点的 A-to-I 编辑可稳定或破坏反向互补序列（RCMs）之间的碱基配对和 RNA 二级结构，从而分别促进或抑制 circRNA 的生成。 此外，RNA 编辑还可影响剪接因子的结合，为 circRNA 的调控添加了额外层次。另有研究发现，在 back-splice 位点（BSS）上游和下游内含子中的 Alu 元件中发生的 A-to-I RNA 编辑，会减少人类心脏中 circRNA 的生成。 在心力衰竭患者中，A-to-I 编辑水平显著下降，导致 circRNA 水平普遍升高，这可能是由于缺乏编辑的 Alu 元件之间具有更强的互补配对能力所致。
除真核生物經反向剪接形成的環狀RNA外，生物還有數種其他生成環狀RNA的機制，例如第二型內含子剪接的產物、某些藻類與古菌生成tRNA過程的中間產物等，另外D型肝炎與類病毒的基因組也是環狀RNA。